# Hauptstrasse 235
Die Hauptstrasse 235 ist eine Hauptstrasse im Kanton Bern in der Schweiz. Sie führt von Nidau über Bellmund, Aarberg und Frieswil westlich um den Frienisberg nach Bern. Von ihr in Aarberg abzweigend verläuft die Hauptstrasse 236 östlich um den Frienisberg nach Bern.

## Verlauf

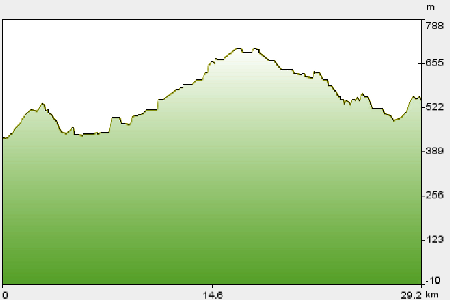
Höhenprofil der Strecke

Die Strecke beginnt in Nidau bei der Hauptstrasse 6 am Guido-Müller-Platz, an der Grenze zu Biel, auf 432 m ü. M. Sie führt in südlicher Richtung auf einer Brücke über die Zihl, am Schloss Nidau vorbei und durch das historische Stadtzentrum von Nidau. Danach passiert sie mit einem Niveauübergang die Bahngeleise der Biel-Täuffelen-Ins-Bahn (BTI), mit der zusammen sie den Nidau-Büren-Kanal überquert, der seit der Juragewässerkorrektion in den 1870er Jahren dem Abfluss der Aare aus dem Bielersee dient. Südlich des Kanals erreicht sie im Quartier Beunden am Stadtrand von Nidau einen Kreisel. Bis zu diesem hat sie, durch Nidau, einen gemeinsamen Verlauf mit der Hauptstrasse 237.1, die weiter gegen Südwesten nach Täuffelen, Brüttelen und Ins führt. Vom Beundenkreisel aus verläuft eine Hauptstrasse zur Schleusenbrücke auf dem Regulierwehr Port und zur Autobahnverzweigung Brüggmoos.
Die Hauptstrasse 235 verläuft von Nidau aus auf der Grenze zwischen Port und Ipsach geradeaus die Steigung Hueb hinauf nach Bellmund (504 m ü. M.) und über den Sattel weiter zum Kulminationspunkt (537 m ü. M.) des ersten Höhenzuges bei St. Niklaus und danach abfallend nach Hermrigen (464 m ü. M.) und über Bühl (465 m ü. M.) in die Ebene, die den nordöstlichen Abschnitt des Grossen Mooses bildet. Sie durchquert das Oberdorf von Kappelen (445 m ü. M.) und führt nach Aarberg, den Hauptort des Verwaltungskreises Seeland, wo sie nahe am Ostufer des bei der Juragewässerkorrektion geschaffenen Hagneckkanals liegt und auf die Hauptstrasse 22 trifft (448 m ü. M.). Mit dieser hat sie auf etwa 330 Metern einen gemeinsamen Verlauf, bei dem die Strassen die Alte Aare südlich der historischen gedeckten Holzbrücke überqueren.
Im Kreisel östlich der Alten Aare zweigt sie von der Hauptstrasse 22 ab und verläuft in südlicher Richtung unter der Bahnstrecke Kerzers–Lyss hindurch und am Gelände der Zuckerfabrik Aarberg vorbei. Entlang der Aare führt sie in das Mühlital, wo sie den Mülibach überquert, und gewunden hoch nach Radelfingen (500 m ü. M.) und weiter zwischen Waldgebieten gegen Südosten nach Detligen (607 m ü. M.). Der Westflanke des Frienisberges folgend verläuft sie nach Frieswil (674 m ü. M.), wo sich eine Fernsicht zu den Berner Alpen, den Freiburger Voralpen, über den Murtensee und bis zum Jura bietet, und von dort weiter zum höchsten Punkt der Strecke auf 692 m ü. M., am Rande der Gemeinde Innerberg im Verwaltungskreis Bern-Mittelland.
Beim Weiler Weihermatt zweigt die Hauptstrasse 235.4 nach Innerberg, Säriswil, Uettligen, Ortschwaben, Kirchlindach und Oberzollikofen ab, die in Ortschwaben die Hauptstrasse 236 kreuzt.
Von Murzelen (622 m ü. M.) sinkt die Hauptstrasse kurvenreich über Illiswil (564 m ü. M.) und Unterwohlen nach Hinterkappelen (508 m ü. M.) hinunter, wo sie auf der Kappelenbrücke (früher auch Hinterkappelen-Brücke genannt) (489 m ü. M.) die Aare und damit das Ostende des Wohlensees überquert. Auf der Kappelenbrücke erreicht die Hauptstrasse das Stadtgebiet von Bern.
In Wohlen zweigt die Hauptstrasse 235.5 in nordöstlicher Richtung ab, die nach Uettligen an die Hauptstrasse 235.4 führt.
Vom Gebiet Eymatt südlich der Kappelenbrücke aus durchquert die Hauptstrasse das Waldgebiet östlich des Gäbelbachs. Sie steigt bis zum Streckenende in Bern-Bethlehem (539 m ü. M.) beim Anschluss an die Hauptstrasse 1, die Hauptstrasse 10, die A6 und die Europastrasse 25, an der Peripherie der Stadt Bern.

## Geschichte
Der Streckenabschnitt Aarberg-Nidau der heutigen Hauptstrasse 235 ist mit der historischen Strassenverbindung Bern-Aarberg-Nidau nahezu identisch, ausser in Teilen des Grossen Moos, die erst ab Mitte des 19. Jahrhunderts ausgebaut wurden. Diese Strassenverbindung ist im Inventar historischer Verkehrswege der Schweiz beschrieben. Sie diente bereits in der zweiten Hälfte des 18. Jahrhunderts dem regelmässigen Postverkehr mit Postkutschen. Die Fortsetzung von Aarberg nach Bern befand sich im Verlauf der heutigen Hauptstrasse 236.
Von 1742 bis 1743 wurde die Strecke Nidau-Aarberg als Kunststrasse, früher als Berner «Chausée» bezeichnet, ausgebaut. Das Werk galt damals als Pionierleistung der Strasseningenieure und war ein Bestandteil des geplanten Strassenverkehrsnetzes der Berner Republik.
Der Streckenabschnitt Bern-Aarberg wurde von 1851 bis 1852 als Staatsstrasse neu angelegt und seit 1906 mit einem Postautokurs bedient, der als erster Postautokurs der Schweiz bekannt ist.

## Nebenrouten
Mehrere andere Hauptstrassen zwischen Bern, Biel und dem Jura sind gemäss dem offiziellen Nummerierungssystem der Schweizer Strassen (Liste der Hauptstrassen der Schweiz) der Hauptstrasse 235 als Nebenstrecken zugeordnet:
- 235.1: Biel – Lengnau BE
- 235.2: Verbindungsstrassen zwischen den beiden Fahrbahnen der Hauptstrasse 6 in Frinvillier und Rondchâtel
- 235.3: Studen – Büetigen
- 235.4: Innerberg BE – Oberzollikofen BE
- 235.5: Wohlen bei Bern – Uettligen
- 235.6: Uettligen – Halenbrücke

## Bilder

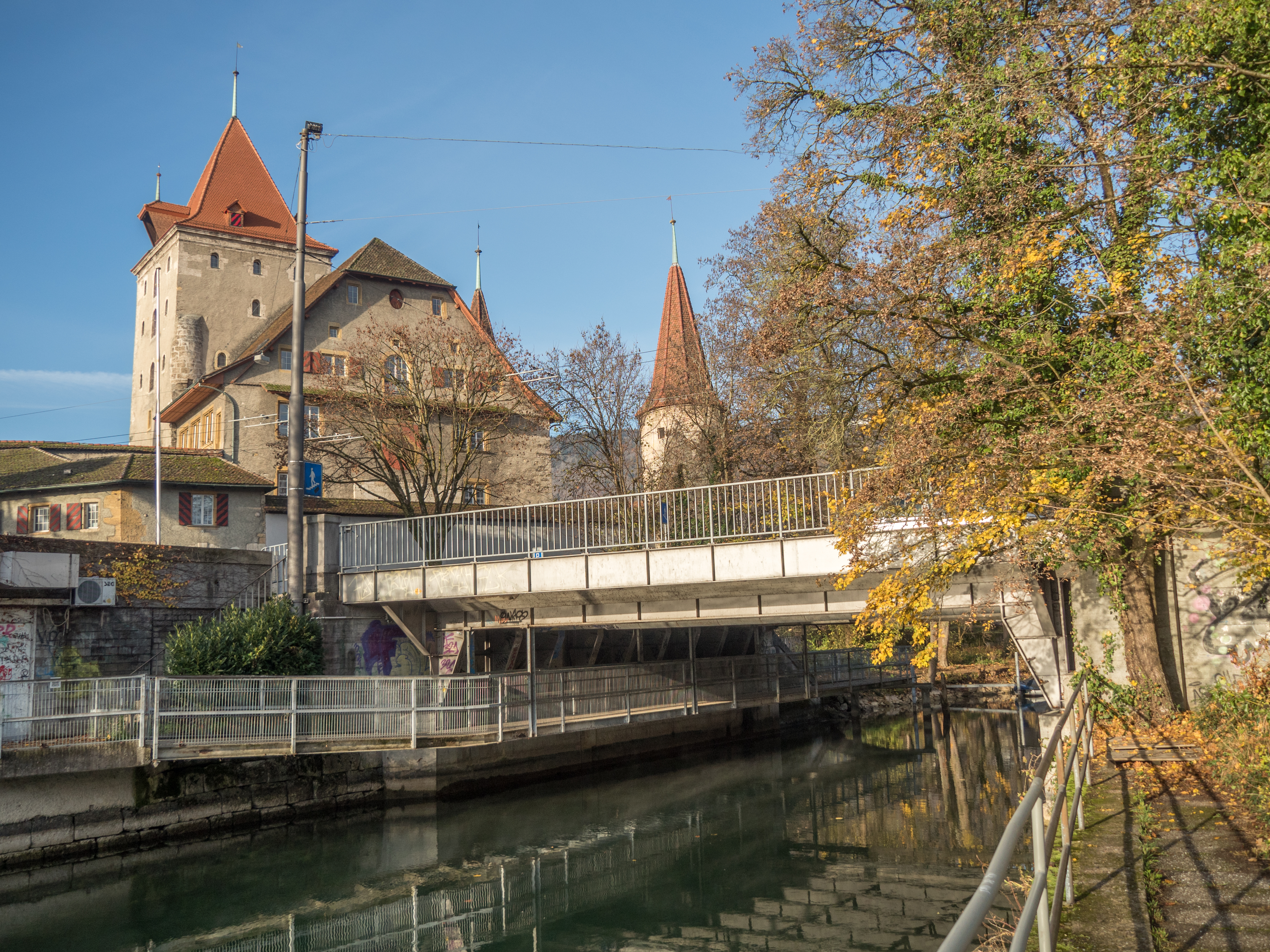
Brücke über die Alte Zihl in Nidau
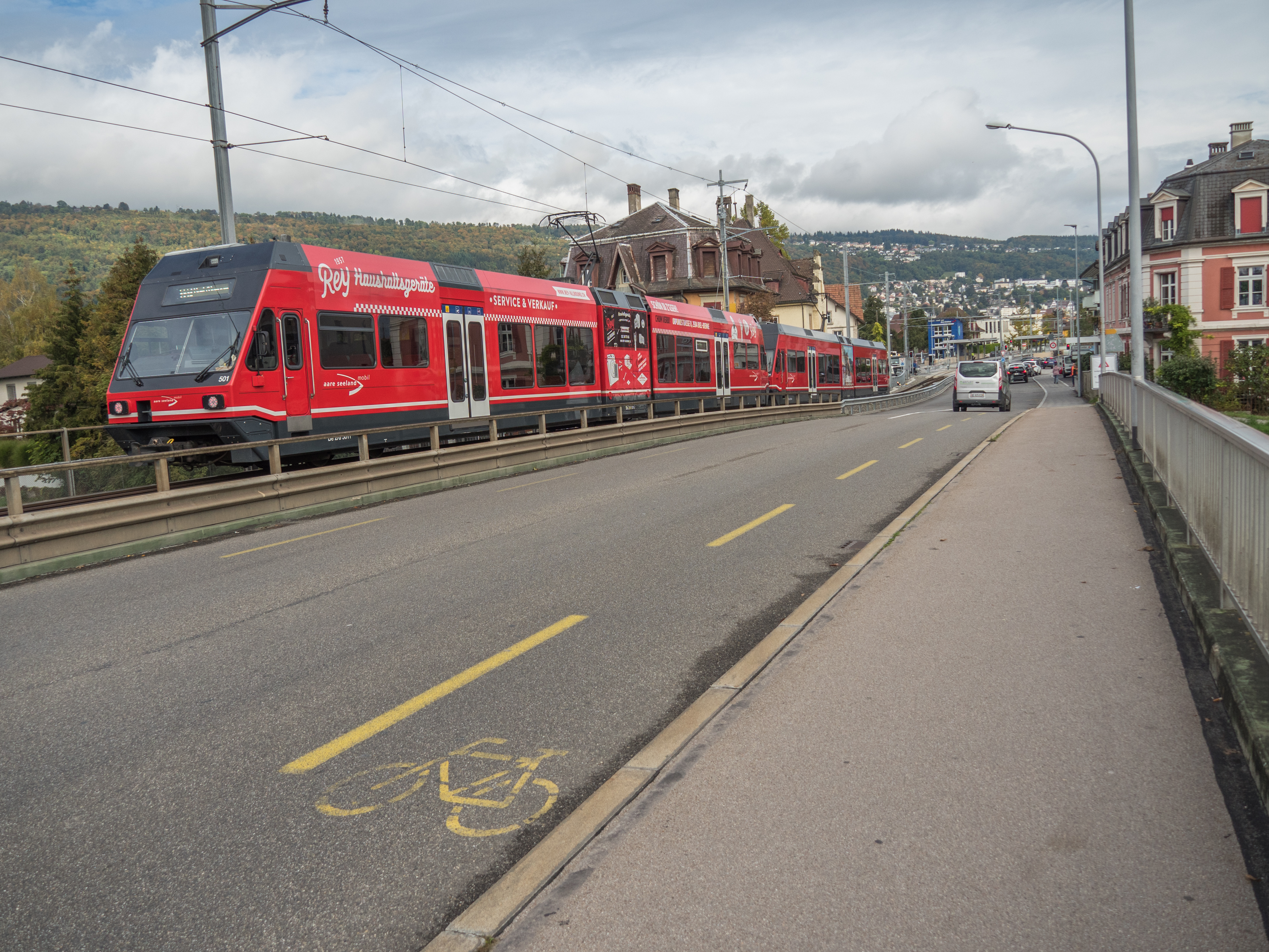
Brücke über den Nidau-Büren-Kanal in Nidau
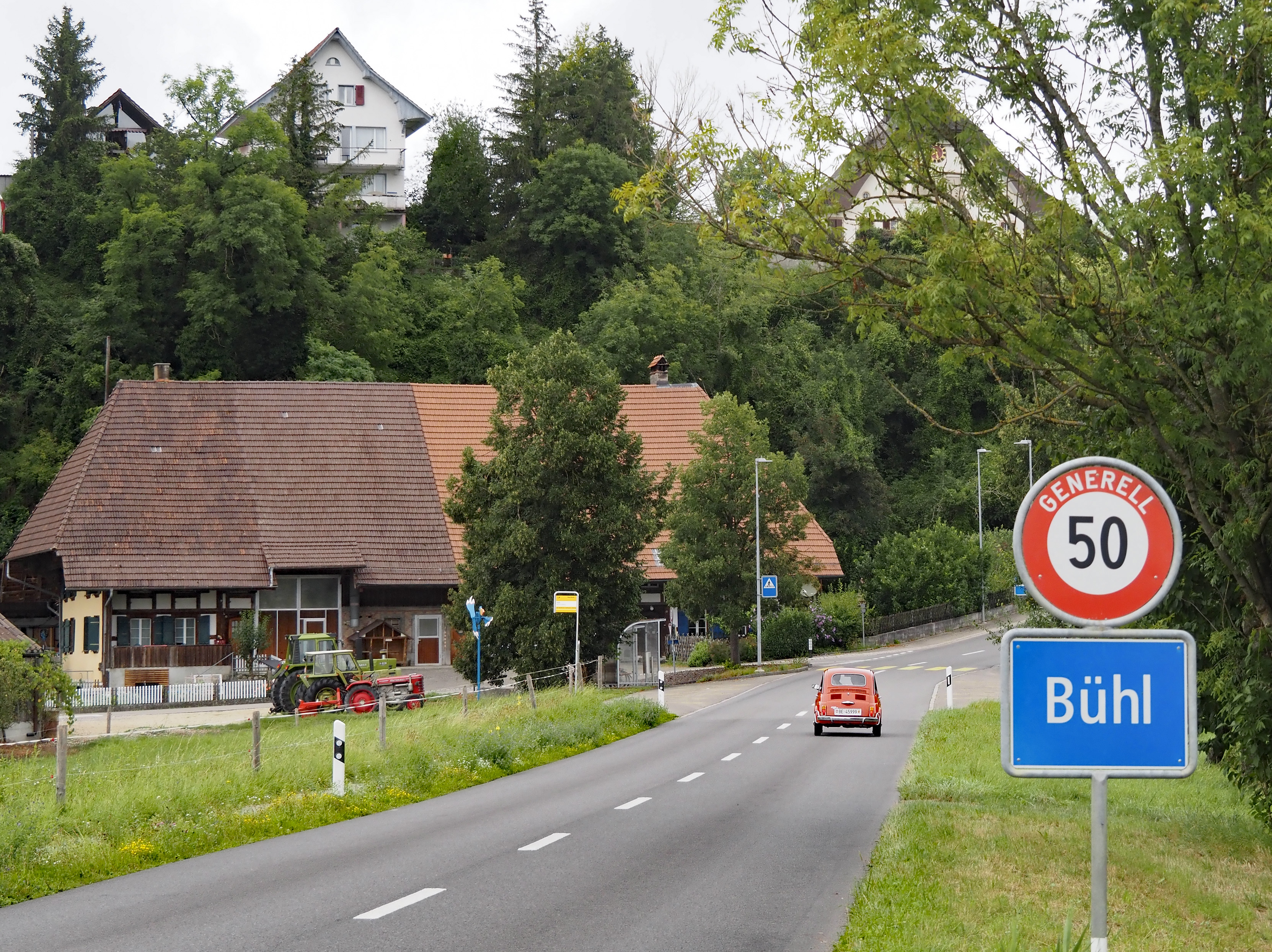
Strasse in Bühl
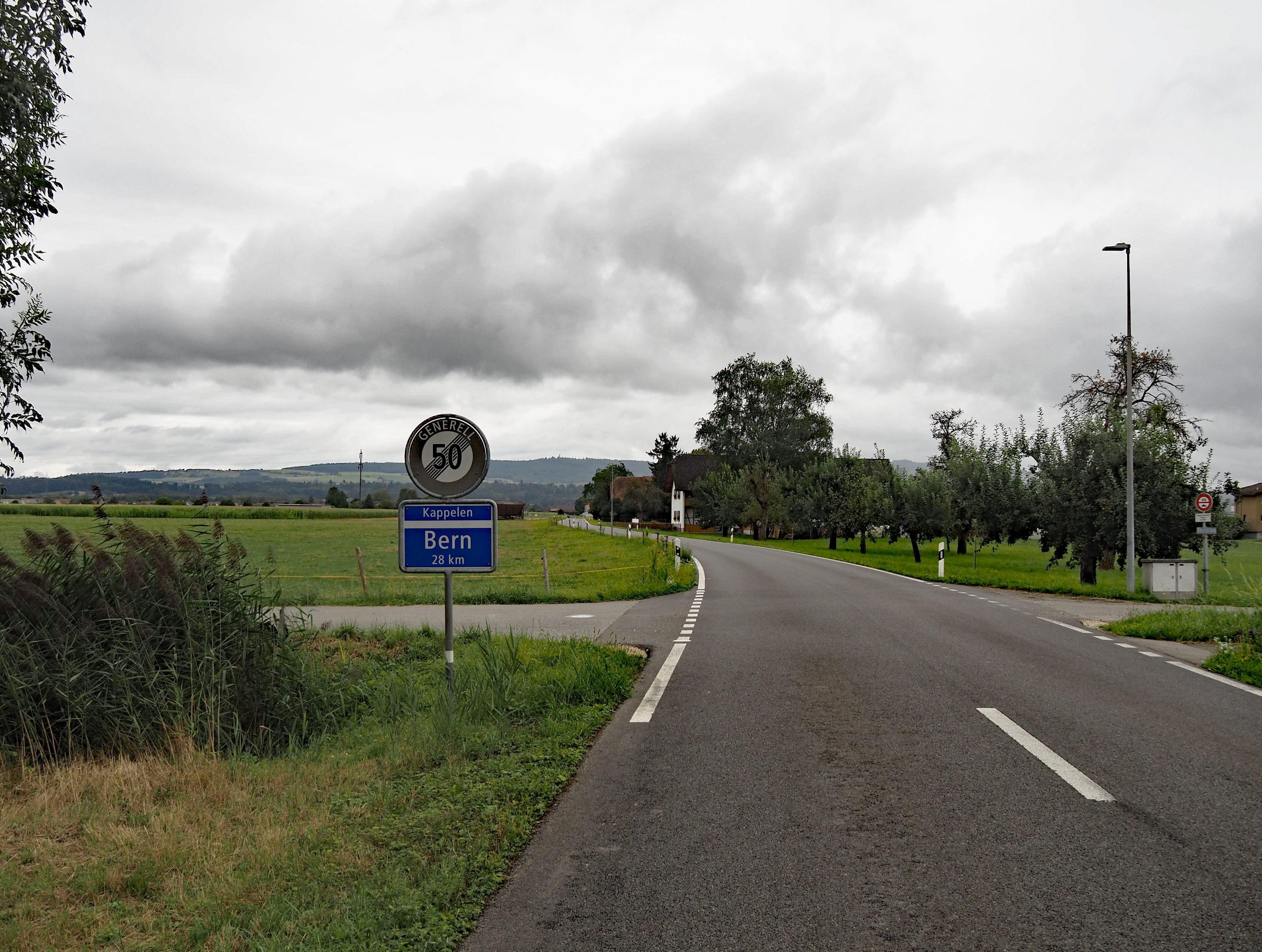
Blick von Bühl Richtung Kappelen
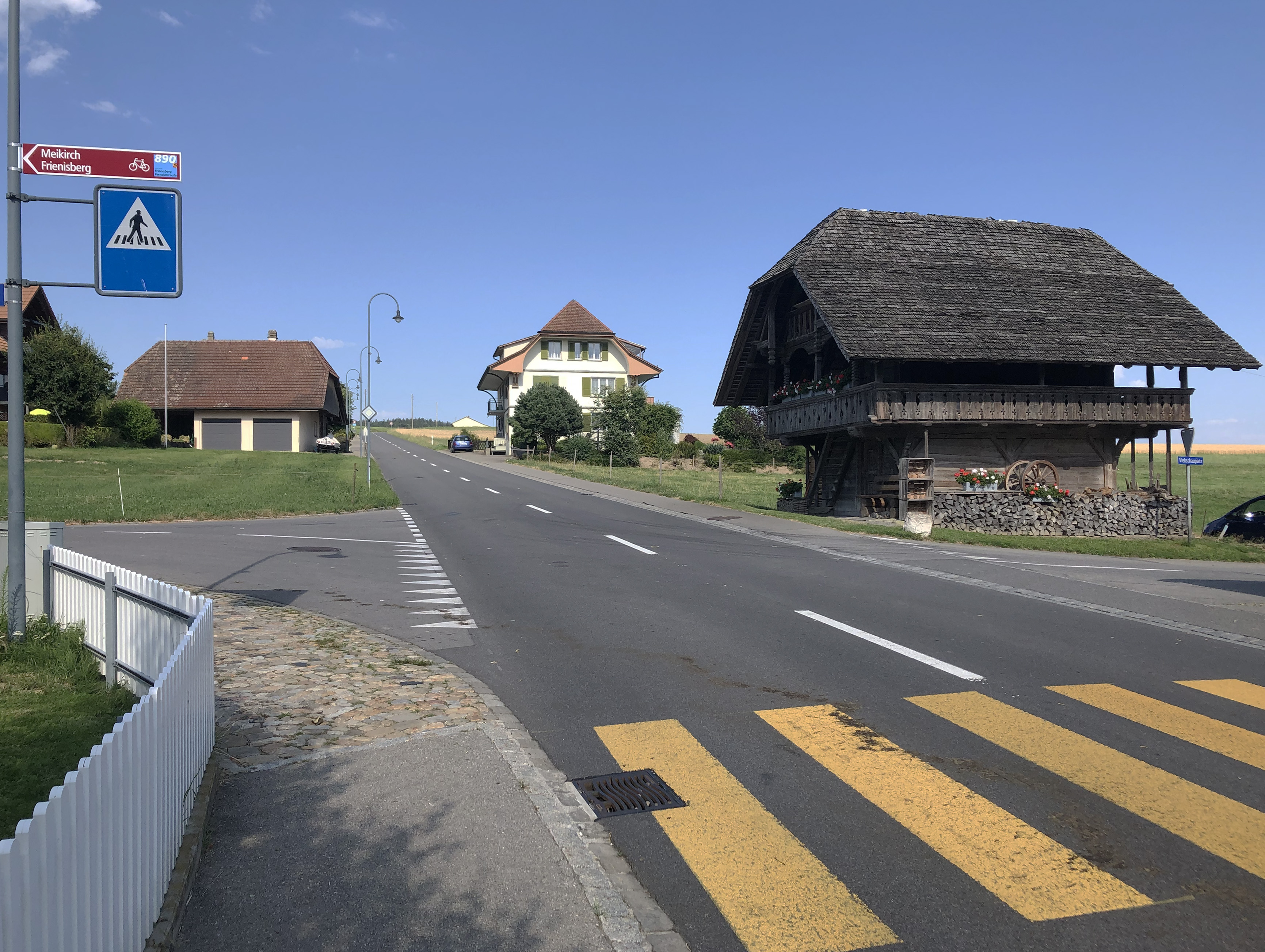
In Frieswil
Hinterkappelen-Brücke